# Assassin’s Creed Origins
Assassin’s Creed Origins ist ein Action-Adventure-Videospiel, das von Ubisoft Montreal entwickelt und von Ubisoft verlegt ist. Es ist der zehnte Teil der Hauptserie von Assassin’s Creed und der Nachfolger des 2015 erschienenen Assassin’s Creed Syndicate. Es wurde weltweit am 27. Oktober 2017 für die Plattformen Microsoft Windows, Xbox One und PlayStation 4 veröffentlicht. Die Veröffentlichung für Google Stadia erfolgte am 15. Dezember 2020.
Die Handlung ist in der historischen Fiktion mit tatsächlichen historischen Gegebenheiten angesiedelt und stellt ein Prequel für die Serie dar. Dabei greift es die Ursprünge des Machtkampfes zwischen den für Frieden durch Freiheit kämpfenden Assassinen und den Templern, die den Frieden nur durch ein hierarchisches System gegeben sehen, auf. Die Handlung findet im ptolemäischen Ägypten statt und folgt dabei Bayek, der als Medjai seine Landsleute zu beschützen versucht, sowie teilweise seiner Frau Aya, die eine Freiheitskämpferin im Dienste von Kleopatra ist. Die offene Spielwelt lässt den Spieler das alte Ägypten dabei zu Fuß, auf dem Pferd oder Kamel, mit Streitwagen oder Booten frei erkunden. Das Spiel wird in der Third-Person-Perspektive gespielt. Wie auch schon bei Syndicate der Fall, bringt Origins keinen Mehrspielermodus mit sich.

## Handlung
Wie auch in den vorherigen Assassin‘s-Creed-Spielen findet die Rahmenhandlung von Origins in der Gegenwart statt, in der man jedoch, anders als beim Vorgänger Syndicate, wieder einen Hauptcharakter in der Third-Person-Perspektive steuert. Die neue Protagonistin ist Layla Hassan, eine Mitarbeiterin in der Forschungsabteilung von Abstergo Industries, die 2017 mit ihrer Partnerin Deanna Geary den Auftrag hat, ein Artefakt in Ägypten zu bergen. Stattdessen entdecken sie jedoch ein Grab, welches die Mumien von Bayek und Aya, den Gründern der Assassinen-Bruderschaft, beherbergt. In der Hoffnung, relevante Informationen zu finden, die ihr eine Position im Animus-Projekt des Unternehmens sichert, beschließt Layla, die genetischen Erinnerungen von Bayek und Aya mit ihrem tragbaren Animus zu durchleben, ohne ihren Vorgesetzten davon zu berichten.
Im Jahr 49 v. Chr. wird Bayek, der als Medjaj für den Schutz der Oase Siwa verantwortlich ist, zusammen mit seinem Sohn Khemu von einer Gruppe maskierter Männer in den Tempel des Amun entführt. Die Männer geben Bayek einen Eden-Apfel und verlangen, dass er damit ein geheimes Gewölbe unter dem Tempel öffnet, von dem er jedoch nichts weiß. Khemu hilft Bayek bei der Flucht, aber während des Kampfes sticht Bayek durch die Hinterlist eines der Maskierten seinem Sohn versehentlich in die Brust, wodurch dieser in seinen Armen stirbt.
Ein Jahr später befindet sich Bayek auf Spurensuche in der Wüste, um die maskierten Männer zu finden und sich an ihnen zu rächen. Den ersten, Rudjek, genannt „der Reiher“, konfrontiert er in der Knickpyramide und tötet ihn. Später kehrt Bayek nach Siwa zurück, wo er von seinem alten Freund Hepzefa erfährt, dass der örtliche Priester Medunamun alias „der Ibis“, ebenfalls einer der Maskierten, die Dorfbewohner terrorisiert. Nachdem er Medunamun getötet hat, macht Bayek sich auf dem Weg nach Alexandria, um seine Frau Aya zu treffen, die ebenfalls Khemus Mörder verfolgt. Aya verrät, dass sie bereits zwei weitere der Maskierten, „den Geier“ und „den Widder“, getötet hat, und dass scheinbar nur noch ein Ziel, nämlich „die Schlange“, übrig bleibt. Bayek findet heraus, dass der königliche Schreiber Eudoros „die Schlange“ ist, und bekommt von Aya die allererste versteckte Klinge überreicht, mit der er sein Ziel eliminieren soll. In einem Badehaus kann Bayek Eudoros ausfindig machen und ihn töten, allerdings auf Kosten seines eigenen linken Ringfingers, der von seiner neuen Klinge abgeschnitten wird.
Bayek ist von Eudoros‘ letzten Worten irritiert, die darauf hindeuten, dass dies längst nicht das Ende sei. Er trifft sich später mit Aya, die ihm ihren Verbündeten Apollodoros und Kleopatra, der Schwester des Pharao Ptolemaios XIII., vorstellt. Kleopatra erzählt, dass sie von den maskierten Männern vom Thron gedrängt wurde, die dem sogenannten „Orden der Ältesten“ angehören und die ganz Ägypten zu kontrollieren versuchen, indem sie Ptolemaios als ihre Marionette benutzen. Darüber hinaus gibt es tatsächlich noch mehr Mitglieder als jene, die Bayek und Aya getötet haben. Eudoros war eigentlich „das Nilpferd“, und der Name „Schlange“ wird verwendet, um sich auf den Orden als Ganzes zu beziehen.

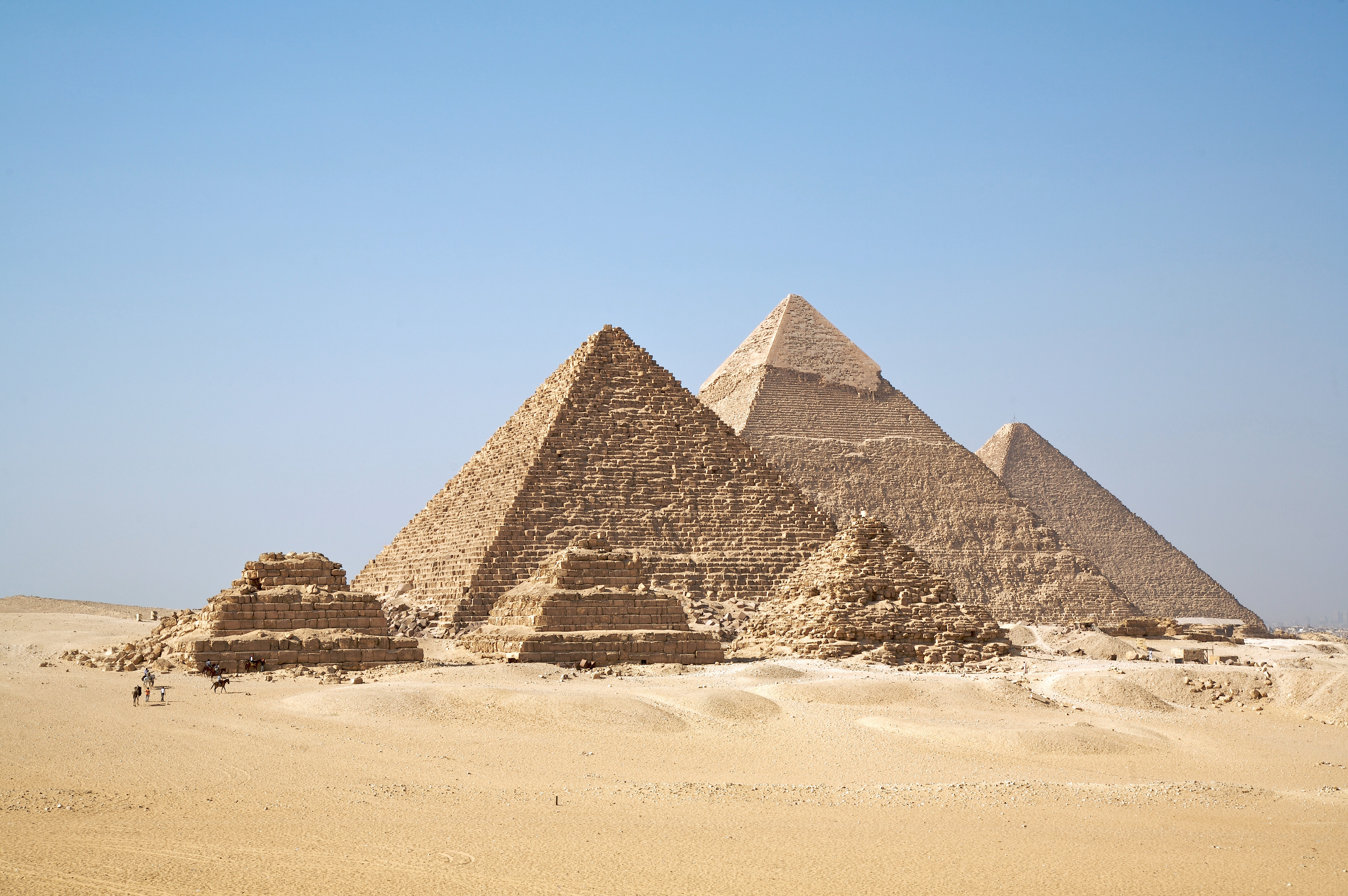
Die Pyramiden von Gizeh sind einige der Bauwerke, die der Spieler im Laufe der Handlung erkunden kann

Angesichts dieser neuen Informationen stimmt Bayek zu, Kleopatras Medjaj zu werden und die verbleibenden Ordensmitglieder zu töten. Er bricht zu einer Reise durch Ägypten auf, wo er vier neue Ziele aufspürt und eliminiert: „Den Skarabäus“ in Letopolis, „die Hyäne“ in Gizeh, „die Echse“ in Memphis und „das Krokodil“ im Fayyum. Dabei knüpft er neue Kontakte und erlebt hautnah mit, wie die Bevölkerung unter dem Einfluss des Ordens zu leiden hat. In der Zwischenzeit wird Aya mit einem Schiff in die Ägäis entsandt, um dort für Kleopatra ein Bündnis mit dem römischen Feldherrn Pompeius Magnus zu arrangieren.
Nachdem Bayek seine vier Ziele ausgeschaltet hat, erhält er von Aya die Nachricht, dass zwei weitere Mitglieder des Ordens aufgespürt wurden, „der Skorpion“ und „der Schakal“, die zu Ptolemaios‘ königlicher Garde gehören und wahrscheinlich für Khemus Tod verantwortlich sind. Ptolemaios hat mittlerweile vom Bündnis seiner Schwester erfahren und entsendet „den Schakal“, welcher sich als Lucius Septimius herausstellt, nach Herakleion, um Pompeius zu töten. Bayek, Aya, Apollodorus und Kleopatra kommen zu spät und können Pompeius nicht mehr retten. Da es keine andere Möglichkeit gibt, begeben sie sich über den Seeweg nach Alexandria, wo Kleopatra sich in den Palast des Pharaos einschleusen lässt, um Julius Caesar persönlich zu treffen. Kleopatra kann Caesar beeindrucken und sichert sich seine Unterstützung, was Ptolemaios dazu veranlasst, Krieg gegen beide zu führen. Nachfolgend wird Alexandria angegriffen, doch Bayek, Aya und Caesar können den Angriff erfolgreich abwehren und sich neu gruppieren. Bei der folgenden Schlacht am Nil gelingt es Bayek, Pothinus alias „den Skorpion“ zu eliminieren, wird jedoch von Caesar daran gehindert, Septimius zu töten. Währenddessen sieht Aya zu, wie Ptolemaios von Krokodilen gefressen wird, als dieser versucht, mit einem Floß über den Nil zu fliehen.
Nach dem Ende des Bürgerkriegs 47 v. Chr. wird Kleopatra von Caesar zur Pharaonin von Ägypten gekürt, wobei Septimius fortan als Berater fungiert. Wütend erkennen Bayek und Aya, dass sie von Kleopatra nur für ihre eigenen Zwecke benutzt wurden und sowohl diese als auch Caesar nun selbst Anhänger des Ordens sind. Bayek, der seinen Fehler bei der Unterstützung dieses Vorhabens bedauert, versammelt daher seine Verbündeten und beschließt, eine eigene Bruderschaft zu gründen, um den freien Willen des einfachen Volkes zu verteidigen. Er und Aya finden heraus, dass der Orden großes Interesse am Grabmal von Alexander dem Großen hat, und machen sich darum auf dem Weg dorthin. Als sie das Grab erreichen, finden sie einen tödlich verwundeten Apollodorus, der sie warnt, dass Caesars Leutnant Flavius alias „der Löwe“ der wahre Anführer des Ordens ist. Er und Septimius haben den zu Beginn des Spiels erwähnten Eden-Apfel sowie ein weiteres Vorläufer-Relikt, nämlich Alexanders persönlichen Stab, aus dem Grab genommen und sind auf dem Weg nach Siwa, um damit das Gewölbe zu öffnen.
Zurück in der Gegenwart, werden Layla und Deanna plötzlich von Abstergos Sigma-Team angegriffen, weil Layla sich nicht bei ihren Auftraggebern meldet. Ihr gelingt es zwar dank des Sickereffekts, die Angreifer auszuschalten, aber Deanna wird gefangen genommen und getötet. Nach diesem Ereignis schwört Layla Rache und ist entschlossener denn je, die Geschichte von Bayek und Aya im Animus weiterzuverfolgen.

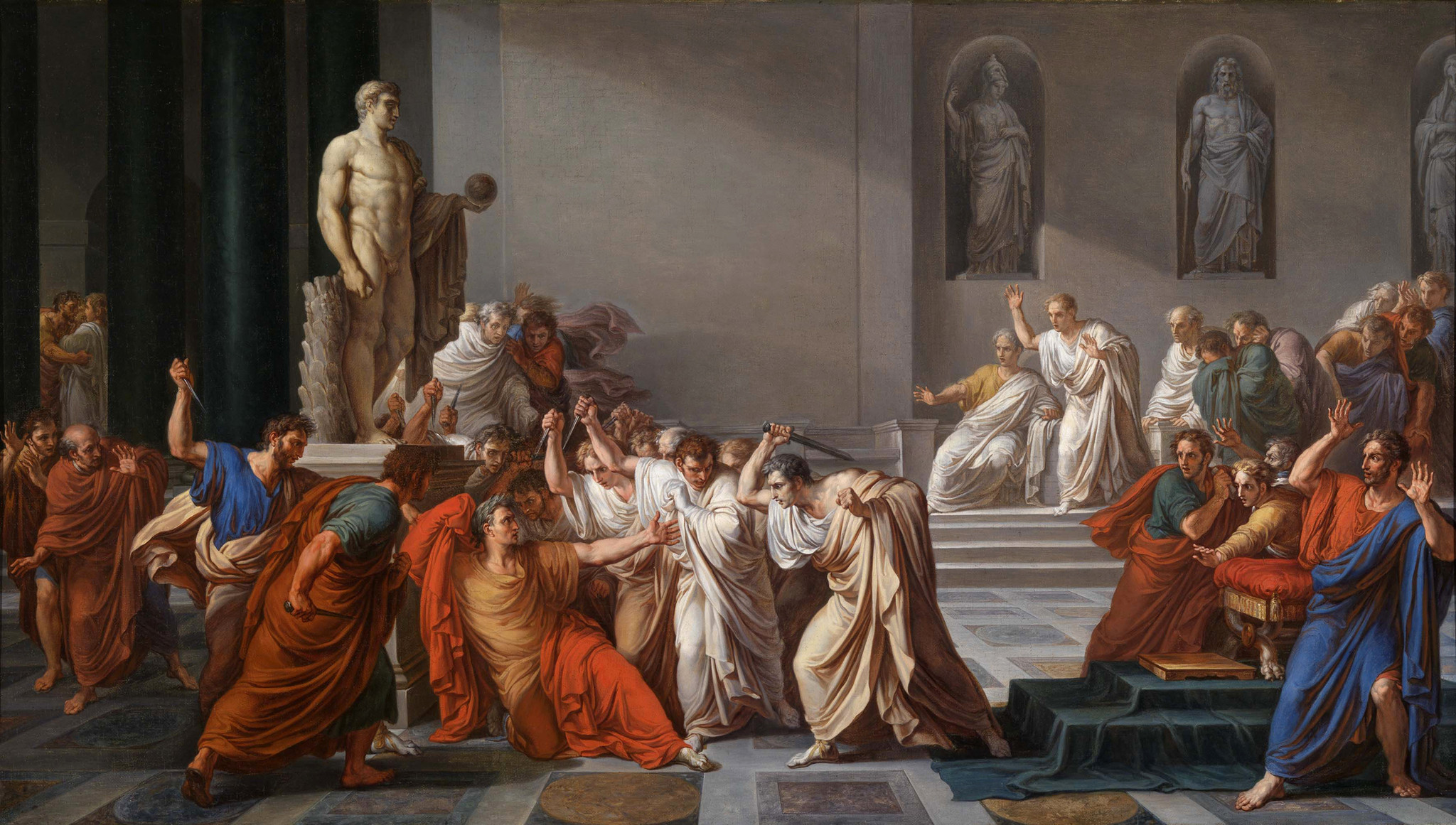
Zum Ende der Hauptgeschichte wird der Spieler in die Ermordung von Julius Caesar 44 v. Chr., hier dargestellt auf einem Gemälde von Vincenzo Camuccini, involviert

Als Bayek und Aya nach Siwa zurückkehren, finden sie das Gewölbe, das sich als eine Observationskammer der Ersten Zivilisation entpuppt, bereits geöffnet. Bayek verfolgt Flavius‘ Spuren bis nach Kyrene, wo dieser den Eden-Apfel benutzt hat, um die Bevölkerung in Schach zu halten. Schließlich findet er Flavius, und es kommt zum Kampf, bei dem es Bayek trotz der Macht des Eden-Apfels gelingt, Flavius zu töten und damit Khemus Tod zu rächen. Nach diesem gelungenen Sieg trifft sich Bayek ein letztes Mal mit Aya am Strand von Alexandria. Beide müssen eingestehen, dass sie während ihres Rachefeldzuges sich selbst verloren haben und ihre Ehe keinen Sinn mehr hat. Sie beschließen endgültig, sich zu trennen, aber das Fundament ihrer neuen Bruderschaft der „Verborgenen“ zu festigen, indem sie schwören, von nun an aus dem Schatten heraus für das Volk zu kämpfen. Bayek, der seinen Beruf als letzter Medjaj Ägyptens hiermit aufgibt, lässt seinen Adlerkopf-Anhänger auf den Boden fallen, und als Aya ihn kurz aufhebt, bemerkt sie einen Abdruck im Sand – das Symbol der Assassinen-Bruderschaft.
Mit ihren neuen Verbündeten, den römischen Senatoren Brutus und Cassius, reist Aya nach Rom und stellt sich dort Septimius, der Alexanders Eden-Stab versteckt hat. Nachdem es ihr gelungen ist, Septimius zu töten, schleicht sie sich ins Theater des Pompeius, wo Caesar eine Rede vor den Senatsmitgliedern hält. Aya ersticht Caesar mit ihrer versteckten Klinge von hinten, die Senatoren folgen danach und beenden damit sein Leben. Anschließend geht sie zu Kleopatra und warnt sie, eine faire Herrscherin zu sein; andernfalls werde sie wiederkommen, um sie zu töten. Bayek und Aya (die sich jetzt „Amunet“ nennt) beginnen nun, neue Mitglieder der „Verborgenen“ zu rekrutieren und auszubilden, während sie die Bruderschaft in Ägypten bzw. Rom aufbauen.
Als Layla wieder aus dem Animus aufwacht, sieht sie William Miles vor sich, den Mentor der modernen Assassinen-Bruderschaft. Dieser hat von ihrer Situation erfahren und bietet ihr einen Platz bei den Assassinen an, um dort beim Animus-Projekt mitzuwirken. Layla weigert sich zwar, der Bruderschaft beizutreten, akzeptiert jedoch, mit ihnen zusammenzuarbeiten, um ihre Sicherheit vor Abstergo zu gewährleisten.

## Spielprinzip und Technik
Bei Assassin’s Creed Origins handelt es sich um einen Action-Adventure-Titel mit Stealth-Elementen, gespielt aus der Third-Person-Perspektive. Das Spiel hat einige Änderungen im Gameplay im Vergleich zu seinen Vorgängern in der Serie erhalten. Spieler können Quests, nachdem diese durch Interaktionen freigeschaltet wurden, erfüllen, um in der Geschichte voranzuschreiten. Außerhalb dieser Quests können Spieler die offene Spielwelt nach Belieben zu Fuß, auf dem Pferd oder Kamel und mit kleineren Booten frei erkunden. Um Gegenden auf der Karte freizuschalten, müssen nicht etwa wie in früheren Spielen der Serie Aussichtspunkte erklommen werden. Zudem wurde das Kampfsystem komplett umgebaut. In Assassin’s Creed Origins werden in 3 Missionen auch Schlachten zur See ausgetragen, die deutlich von denen der vorherigen Spiele abweichen, und auch Grabräuberei spielt erneut eine Rolle.

## Synchronisation
Die deutschsprachige Übersetzung und Synchronisation erfolgte durch die Mouse-Power GmbH.
| Rolle           | Originalsynchronsprecher | Deutscher Synchronsprecher |
| --------------- | ------------------------ | -------------------------- |
| Bayek           | Abubakar Salim           | Felix Spieß                |
| Aya             | Alix Wilton Regan        | Nicole Hannak              |
| Layla Hassan    |                          | Antje von der Ahe          |
| Kleopatra       | Zora Bishop              | Friederike Walke           |
| Caesar          | Michael Nardone          | Thomas Rauscher            |
| Ptolemaios XIII | Jamie Mayers             | Jonas Schmidt-Foß          |

## Entwicklung
Die Entwicklungsarbeiten an Assassin’s Creed Origins begannen im Frühjahr 2014 nach der Fertigstellung von Assassin’s Creed IV: Black Flag. Informationen zu dem noch jungen Spiel, welches damals noch den Arbeitstitel Assassin’s Creed Empire zu tragen schien, wurden erstmals im Januar 2017 geleakt. Die veröffentlichten Bildschirmaufnahmen zeigten einen Charakter vor einem Höhleneingang, jedoch entstand das Bild angeblich zu einem sehr frühen Status der Produktion. Bei einem Leak im Mai 2017, von jemandem der die Gameplay-Demo für die E3 vorab gesehen hatte, war auf dem Foto des abfotografierten Bildschirms ein Charakter auf einem Boot vor einer Stadt zu sehen. Dieser Person zufolge wurde Assassin’s Creed Origins in der AnvilNext-Spiel-Engine entwickelt, die extra für dieses Spiel nochmals überarbeitet wurde. Offiziell wurde das Spiel am 11. Juni 2017 vorgestellt. Die Musik für das Videospiel wurde von Sarah Schachner komponiert, die zuvor schon an den Titeln Assassin’s Creed IV: Black Flag und Assassin’s Creed Unity gearbeitet hatte.

## Vermarktung
Auch von Assassin’s Creed Origins gibt es wieder mehrere Sondereditionen, die jeweils unterschiedliche zusätzliche Inhalte gegenüber der Standardversion bieten. Zudem wurde erneut ein Season Pass sowie als Vorbestellerbonus die zusätzliche Mission: Die Geheimnisse der ersten Pyramiden angeboten (mittlerweile neben weiteren Boni auch kostenlos via Ubisoft-Club erhältlich).
Die Inhalte der Editionen spalten sich wie folgt auf:
| Inhalte                                                                                  | Standard (Konsolen & PC) | Deluxe Edition (Konsolen & PC)    | Gold Edition (Konsolen & PC)      | God’s Edition (Konsolen & PC)     | Dawn of the Creed Edition (Konsolen & PC) | Dawn of the Creed Legendary Edition (Konsolen & PC) |
| ---------------------------------------------------------------------------------------- | ------------------------ | --------------------------------- | --------------------------------- | --------------------------------- | ----------------------------------------- | --------------------------------------------------- |
| Spieledisk                                                                               | Wahlweise möglich        | Wahlweise möglich (Nur Konsolen)  | Wahlweise möglich (Nur Konsolen)  | Wahlweise möglich (Nur Konsolen)  | Wahlweise möglich (Nur Konsolen)          | Wahlweise möglich (Nur Konsolen)                    |
| Spiele-Download                                                                          | Wahlweise möglich        | Wahlweise möglich (PC & Konsolen) | Wahlweise möglich (PC & Konsolen) | Wahlweise möglich (PC & Konsolen) | Wahlweise möglich (PC & Konsolen)         | Wahlweise möglich (PC & Konsolen)                   |
| Exklusive Verpackung                                                                     | nein                     | nein                              | nein                              | ja                                | ja                                        | ja                                                  |
| Deluxe-Paket (Zusätzliche Einzelspieler-Mission, 2 Ausrüstungssets & 3 Fähigkeitspunkte) | nein                     | ja                                | ja                                | ja                                | ja                                        | ja                                                  |
| Season Pass                                                                              | nein                     | nein                              | ja                                | nein                              | ja                                        | ja                                                  |
| Soundtrack (materiell)                                                                   | nein                     | ja                                | nein                              | ja                                | ja                                        | ja                                                  |
| Weltkarte (materiell)                                                                    | nein                     | ja                                | nein                              | ja                                | ja                                        | ja                                                  |
| Artbook                                                                                  | nein                     | nein                              | nein                              | ja                                | ja                                        | ja                                                  |
| Steelbook                                                                                | nein                     | nein                              | nein                              | nein                              | ja                                        | ja                                                  |
| 4 Lithographien                                                                          | nein                     | nein                              | nein                              | nein                              | nein                                      | ja                                                  |
| 2 Art-Cards                                                                              | nein                     | nein                              | nein                              | nein                              | ja                                        | ja                                                  |
| Bayeks Adlerschädel-Amulett                                                              | nein                     | nein                              | nein                              | nein                              | ja                                        | ja (Kunstharz)                                      |
| Figurine                                                                                 | nein                     | nein                              | nein                              | ja (27 cm)                        | ja (mit Senu, 37 cm)                      | ja (Kunstharz, mit Senu, 73 cm, nummeriert)         |

## Erweiterungen

### Kostenpflichtig

#### Die Verborgenen
Die Verborgenen ist eine Geschichte-getriebene Erweiterung, die mehr Licht auf den Aufstieg der Assassinen-Bruderschaft wirft. Sie spielt vier Jahre nach den Ereignissen des Hauptspiels und führt den Spieler zur Sinai-Halbinsel, wo er einen Zusammenstoß zwischen einer Rebellenfraktion und römischen Besatzern untersuchen muss. Zusätzlich zu dem neuen Story-Kapitel führt Die Verborgenen eine Vielzahl neuer Gegenstände ein, die der Spieler erwerben kann, darunter ein Outfit, ein paar Reittiere, zwei legendäre Waffensets und andere Waffen. Außerdem wird das Maximallevel auf 45 erhöht. Die Verborgenen wurde am 23. Januar 2018 veröffentlicht.

#### Der Fluch der Pharaonen
Die zweite Erweiterung beinhaltet eine neue Quest in Theben, die von einem uralten Fluch handelt, der das Land heimsucht. Der Fluch der Pharaonen konzentriert sich auf die ägyptische Mythologie, indem der Spieler gegen berühmte Pharaonen und ägyptische Bestien kämpfen und die Ursache eines Fluches aufdecken muss, der einige tote Herrscher wieder zum Leben erweckt. Neben einer neuen Region enthält die Erweiterung auch vier verschiedene Jenseits-Welten in die der Spieler im Verlauf der Geschichte gelangt, in denen man jeweils einen Pharao bekämpft, darunter Nofretete, Echnaton, Ramses II. und Tutanchamun. Wie die erste Erweiterung, bietet auch Der Fluch der Pharaonen dem Spieler neue Outfits, Ausrüstung und Waffen, die sich um die alte ägyptische Mythologie drehen und erhöht das Maximallevel auf 55. Der Fluch der Pharaonen wurde am 13. März 2018 veröffentlicht.

### Kostenlos

#### Arena-Hordenmodus
Der Arena-Hordenmodus spielt in der Gladiatorenarena von Kyrene, bei der der Spieler gegen endlose Wellen von Gegnern kämpfen kann. Je länger der Spieler überlebt, desto schwerer werden die Wellen, indem die Gegner stärker, zahlreicher und unterschiedlicher werden. Der Spieler hat die Möglichkeit, in die Arena integrierte Fallen gegen die Gegner zu verwenden oder muss diesen ausweichen.

#### Entdeckungstour-Modus
Der Entdeckungstour-Modus ist ein spezieller Modus im Spiel, der dem Spieler die Möglichkeit gibt, die ägyptische Welt zu erkunden und mehr über ihre Geschichte zu erfahren. Dies ermöglichen Touren, welche von Historikern und Ägyptologen begleitet werden. Bei diesem Modus liegt der Fokus ausschließlich auf der Erkundung. Der Entdeckungstour-Modus ist entweder über das Hauptspiel nutzbar oder kann separat erworben werden.
Die historische Korrektheit des Entdeckungstour-Modus wurde durch die Zusammenarbeit der Entwickler mit Archäologen, Universitäten und Museen wie dem British Museum gewährleistet.

#### Animus Control Panel
Das Animus Control Panel bietet den Spielern 11 Kategorien mit 75 Parametern, die angepasst werden können. Die Parameter können dabei das Spiel erheblich vereinfachen oder erschweren. Es lassen sich unter anderem die Lebenspunkte und der Schaden der Gegner oder des Spielers ändern. Es ist den Spielern möglich, ihre eigenen Anpassungen mit anderen Spielern zu teilen. Außerdem bietet das Control Panel drei Voreinstellungen an.
- Hardcore-Schleichen: Spielt das Spiel wie wahre Assassinen. Es ist leicht, entdeckt zu werden, aber wenn ihr Erfolg habt, könnt ihr jeden Gegner mit nur einem Treffer töten.
- Gottmodus: Spielt das Spiel wie Meister. Entfesselt übernatürliche Kräfte im Kampf gegen eure Gegner.
- Verrückte Welt: Versucht, in dieser aggressiven Umgebung zu überleben. Haltet euch von Sandstürmen fern!

## Rezeption
Assassin’s Creed Origins erhielt überwiegend positive Bewertungen. Die Rezensionsdatenbank Metacritic aggregiert 29 Rezensionen zu einem Mittelwert von 84 (Windows), 81 (PS4) und 85 (Xbox One). Peter Bathge von PC Games bezeichnete das Action-Adventure als radikale Neuausrichtung der Serie, die „exzellente, sehr umfangreiche AAA-Unterhaltung mit Solo-Fokus“ biete und somit „stolz an der Seite von solch beliebten Spielen wie Horizon Zero Dawn und The Witcher 3“ stehe.
Das Spiel erhielt Nominierungen in den Kategorien „Best of Show“, „Best Console Game“ und „Best Action/Adventure Game“ auf der E3 2017. Auf der Gamescom 2017 erhielt es den Award der Kategorie „Best Console Game Sony PlayStation 4“. 2018 wurde es mit dem Deutschen Computerspielpreis in der Kategorie „Bestes internationales Spiel“ ausgezeichnet.
Laut der Zeitschrift Damals stellt der Entdeckungstour-Modus einen erfolgreichen Übergang vom Unterhaltungsprodukt zum interaktiven Lernmittel dar. Als Beispiel wird das Pointe-à-Callière-Museum für Archäologie und Stadtgeschichte in Montréal (Kanada) genannt, das in seiner 2018 laufenden Ausstellung zu den Königinnen Ägyptens Bildmaterial und Videosequenzen aus der Entdeckungstour von Assassin’s Creed Origins verwendet.